# Eupithecia hypophasma
Euphitecia hypophasma es una especie de polilla de la familia Geometridae. La especie fue descrita por primera vez por Louis Beethoven Prout habiendo sido descrita en 1913, con distribución en Sudáfrica. El holotipo de la especie fue descrita en la Provincia de Limpopo, en los alrededores de Haenertsburg.